# Hierodula tenuidentata
Hierodula tenuidentata es una especie de mantis de la familia Mantidae.
Se encuentra en Asia. Incluye las siguientes subespecies:
- Hierodula tenuidentata darvasica
- Hierodula tenuidentata tenuidentata